# Zoids (videogioco)
Zoids, o Zoids: The Battle Begins in alcune edizioni, è un videogioco di combattimento del 1986, pubblicato in Europa dalla Martech, per ZX Spectrum, Amstrad CPC, MSX e Commodore 64, ispirato alla linea di giocattoli Zoids della Tomy.
Le versioni Commodore 64 e ZX Spectrum ottennero molti ottimi giudizi dalla critica dell'epoca, che ne apprezzò la complessità strategica.

## Trama
La storia si svolge su Zoidstar, un lontano pianeta con una lunga tradizione di guerre. Gli abitanti originali sono estinti, ma il pianeta è ancora controllato da androidi che controllano gli Zoid, micidiali macchine belliche. Questi si dividono in due fazioni in lotta, Zoid blu e Zoid rossi. Il protagonista è un terrestre, capitato accidentalmente sul pianeta, che si allea con i blu e ottiene di pilotare egli stesso lo Zoid Spiderzoid, in quanto più abile degli stessi androidi nel controllo mentale della macchina. La missione è recuperare i pezzi di Zoidzilla, che era lo Zoid più potente dei blu, nascosti sotto le cupole di altrettante città nemiche. Riassemblato Zoidzilla sarà possibile la battaglia finale contro il capo dei rossi.

## Modalità di gioco
Il giocatore impersona il terrestre e controlla lo Spiderzoid che si muove liberamente sull'ampio territorio nemico. La schermata principale mostra una mappa scorrevole della porzione di territorio circostante, con gli oggetti rappresentati da semplici simboli, e intorno 8 icone di controllo. I vari eventi del gioco fanno apparire apposite finestre. Un primo gruppo di icone serve ad avere informazioni sugli oggetti nemici nelle vicinanze, il secondo gruppo controlla lo stato del proprio Zoid e degli oggetti ottenuti e utilizzabili, il terzo è dedicato al combattimento.
Come armamenti Spiderzoid è dotato di un doppio cannone a rotaia, un potente ma complicato lanciamissili, e un sistema di disturbo dei sistemi avversari. Quest'ultimo consiste nel generare un'onda di forma, ampiezza e frequenza regolabili, cercando di disturbare il segnale radio nemico creando un'onda simile a quella da annullare.
Man mano che i pezzi vengono recuperati lo Zoid del giocatore diventa più potente, fino a trasformarsi in Zoidzilla, ma anche il nemico diventa sempre più agguerrito.
Il territorio è costituito da montagne non attraversabili e da valli che collegano le varie città nemiche, che sono composte da più tipi di installazioni: cupole cittadine che possono contenere i pezzi di Zoidzilla, generatori di energia, trasmettitori radio che permettono al nemico di richiamare rinforzi e miniere per la produzione di nuovi Zoid rossi.
Si possono incontrare diversi tipi di Zoid nemici che pattugliano il territorio, da quelli riproducibili nelle città ai più potenti non rimpiazzabili. Dai detriti di cupole e Zoid distrutti si possono recuperare rifornimenti.
I combattimenti avvengono in finestre 3D, sotto forma di sparatutto in prima persona o di sequenze di pilotaggio dei missili.